# Patricia Neal

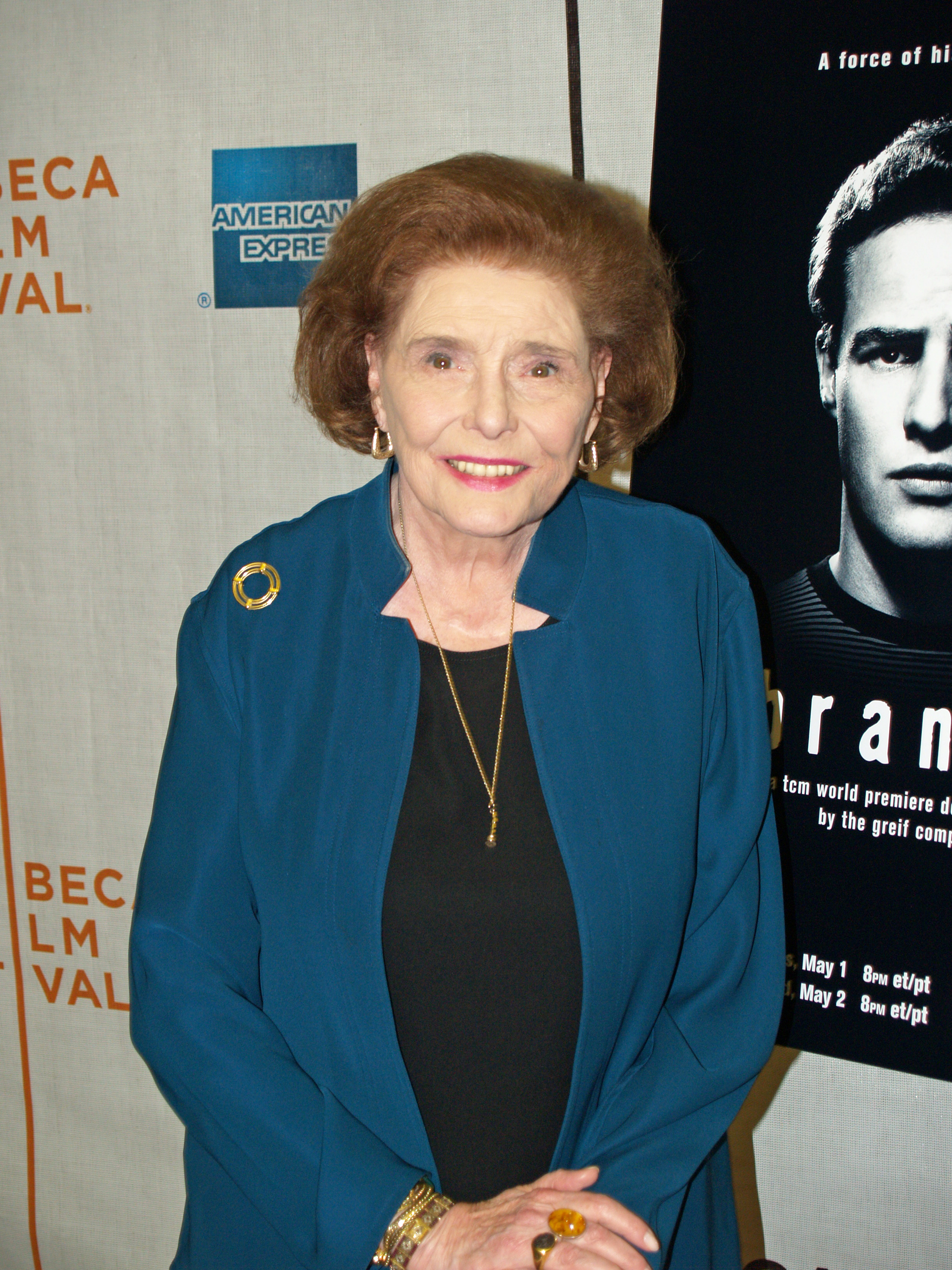
Patricia Neal (April 2007)

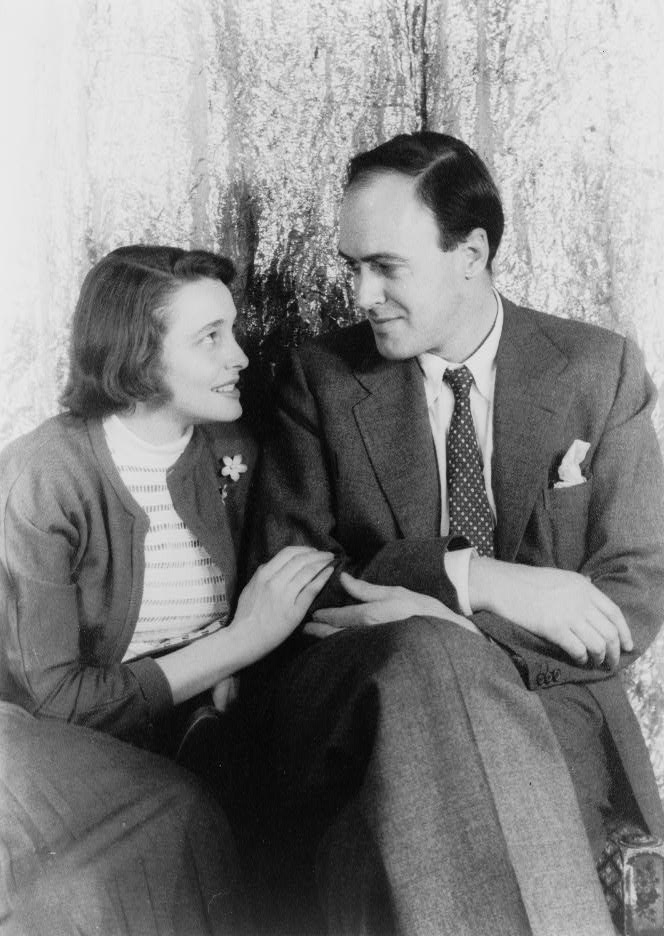
Patricia Neal mit Roald Dahl (1954)

Patricia Neal, bürgerlich Patsy Louise Neal (* 20. Januar 1926 in Packard, Kentucky; † 8. August 2010 in Edgartown, Massachusetts), war eine US-amerikanische Schauspielerin. Sie wurde 1964 für den Film Der Wildeste unter Tausend mit dem Oscar als beste Hauptdarstellerin ausgezeichnet, außerdem gewann sie im Laufe ihrer Karriere den Tony Award und Golden Globe Award.

## Leben
Im Alter von zwölf Jahren bekam die gebürtige Südstaatlerin Patricia Neal von ihren Eltern zu Weihnachten einen Schauspielkurs geschenkt. Bald darauf stand ihr Berufswunsch fest. Nach ihrem Schulabschluss studierte sie Schauspiel an der Northwestern University und zog schließlich nach New York, um ihre Theaterkarriere zu beginnen. Am Broadway feierte sie schnell Erfolge, im Jahr 1947 erhielt sie (bei der allerersten Tony-Verleihung) den Tony Award als Beste Nebendarstellerin für ihren Auftritt in Lillian Hellmans Drama Another Part of the Forest. Ebenfalls wurde sie in dieser Zeit auf dem Cover des Life-Magazin abgebildet.
Durch ihren Bühnenerfolg wurde Hollywood auf die talentierte junge Schauspielerin aufmerksam und sie erhielt einen Vertrag bei Warner Brothers. 1949 machte sie ihr Filmdebüt an der Seite von Ronald Reagan in der leichten Komödie John Loves Mary. Sehr gute Kritiken erzielte sie noch im selben Jahr als Filmpartnerin von Gary Cooper in dem Drama Ein Mann wie Sprengstoff von King Vidor, der Film nach dem Roman Der ewige Quell von Ayn Rand war allerdings an den Kinokassen erfolglos. Danach wurde sie teils in mittelmäßige Produktionen gesteckt. In dem Science-Fiction-Filmklassiker Der Tag, an dem die Erde stillstand spielte sie 1951 die Hauptrolle einer verwitweten Alleinerziehenden.
Insgesamt unzufrieden mit dem Verlauf ihrer Filmkarriere, kehrte sie für einige Jahre an den Broadway zurück und verzeichnete 1952 in Lillian Hellmans The Children’s Hour einen Erfolg. 1959 war sie in der Uraufführung von William Gibsons bekanntem Theaterstücks The Miracle Worker (später verfilmt als Licht im Dunkel) unter Regie von Arthur Penn in der Rolle der Mrs. Keller zu sehen. Ebenfalls wurde sie in den 1950er-Jahren ein Mitglied des legendären Actors Studio.
1957 feierte sie in Elia Kazans Ein Gesicht in der Menge an der Seite von Andy Griffith, Walter Matthau und Lee Remick ihr Hollywood-Comeback in der Rolle einer Rundfunkreporterin. 1961 war sie in einer Nebenrolle im Klassiker Frühstück bei Tiffany als reiche Liebhaberin von der von George Peppard verkörperten männlicher Hauptfigur zu sehen. Ihren größten Filmerfolg verzeichnete sie in dem Westerndrama Der Wildeste unter Tausend an der Seite von Paul Newman als vom Leben enttäuschte, gutherzige Haushälterin einer Rancherfamilie. Für diese Darstellung wurde sie auf der Oscarverleihung 1964 mit dem Oscar als beste Hauptdarstellerin geehrt. Auf diesem Höhepunkt ihrer Karriere erlitt sie 1965 drei Hirnblutungen mit schweren gesundheitlichen Folgen (weiteres siehe Abschnitt Privates), musste ihre Arbeit an John Fords Film Sieben Frauen beenden und sich mehrere Jahre von der Schauspielerei zurückziehen. 1969 kehrte sie mit dem Film Rosen für die Lady auf die Leinwand zurück, ihre Darstellung der Mutter eines Soldaten in diesem Film wurde in der Kritik als furioses Comeback gelobt und sie erhielt eine Oscar-Nominierung in der Kategorie Beste Hauptdarstellerin.
1971 spielte sie die Familienmutter Olivia Walton in dem Fernsehfilm The Homecoming: A Christmas Story, dem Pilotfilm zur Fernsehserie Die Waltons. Für ihren Auftritt gewann sie einen Golden Globe Award und wurde für den Emmy Award nominiert. In der Serie Die Waltons besetzte man allerdings statt ihr Michael Learned als Mrs. Walton, da man sich unsicher war, ob Neal die Belastung des Drehs an einer wöchentlichen Serie gesundheitlich aushalten würde. Neal blieb in späteren Jahren insbesondere im Fernsehbereich eine gefragte Charakterdarstellerin, beispielsweise 1979 in der Fernsehverfilmung Im Westen nichts Neues als Mutter von Paul Bäumer oder 1993 im Fernseh-Zweiteiler Heidi als Großmutter. Die wichtigste Rolle ihrer späten Filmkarriere wurde wahrscheinlich die Darstellung der lebensmüden Witwe Cookie in Robert Altmans Schwarzer Komödie Cookie’s Fortune – Aufruhr in Holly Springs aus dem Jahr 1999. Ihr letzter Filmauftritt erfolgte in Flying By von 2009, in dem sie neben Billy Ray Cyrus auftrat.

### Privates
Viele Nachrufe auf Neal betonten, dass sie ihr Leben trotz einiger Schicksalsschläge gemeistert habe. Um 1950 hatte sie eine dreijährige Affäre mit ihrem Co-Star Gary Cooper, der aber für sie nicht seine Familie verlassen wollte. Am 2. Juli 1953 heiratete Neal den Schriftsteller Roald Dahl und bekam mit ihm fünf Kinder; ihr Sohn Theo wurde als Baby bei einem Verkehrsunfall schwer und mit bleibenden Schäden verletzt, ihre Erstgeborene Olivia starb im Alter von sieben Jahren an Masern. Die Ehe wurde am 17. November 1983 geschieden, nachdem ihr Mann bereits seit längerem eine Affäre hatte.
Während ihrer Schwangerschaft 1965 erlitt Neal an einem Tag drei Hirnblutungen hintereinander und lag fast drei Wochen im Koma; ihr an Medizin interessierter Mann hatte die Lage sofort richtig eingeschätzt und einen Neurochirurgen alarmiert, was ihr wahrscheinlich das Leben rettete. Sie musste das Sprechen und Laufen wieder völlig neu erlernen. Ihre Rehabilitation wurde medial verbreitet und ein Vorbild für viele andere Schlaganfall- und Hirnblutungs-Patienten. 1981 wurde dieser Abschnitt ihres Lebens in dem Fernsehfilm The Patricia Neal Story (deutscher Titel: Triumph der Liebe) mit Glenda Jackson verfilmt. 1988 erschien ihre Autobiographie As I Am. 
Vier Monate vor ihrem Tod konvertierte sie zur katholischen Kirche. Patricia Neal starb im August 2010 im Alter von 84 Jahren in ihrem Haus in Edgartown an Lungenkrebs.

## Filmografie (Auswahl)
- 1949: John Loves Mary
- 1949: Ein tolles Gefühl (It’s a Great Feeling)
- 1949: Ein Mann wie Sprengstoff (The Fountainhead)
- 1949: Gezählte Stunden (The Hasty Heart)
- 1950: Zwischen zwei Frauen (Bright Leaf)
- 1950: Menschenschmuggel (The Breaking Point)
- 1950: Frauengeheimnis (Three Secrets)
- 1951: Unternehmen Seeadler (Operation Pacific)
- 1951: Überfall am Raton-Paß (Raton Pass)
- 1951: Der Tag, an dem die Erde stillstand (The Day the Earth Stood Still)
- 1951: Ein Wochenende mit Papa (Weekend with Father)
- 1952: Kurier nach Triest (Diplomatic Courier)
- 1952: Something for the Birds
- 1952: Washington Story
- 1954: An Inspector Calls
- 1954: Stranger from Venus
- 1957: Ein Gesicht in der Menge (A Face in the Crowd)
- 1961: Frühstück bei Tiffany (Breakfast at Tiffany’s)
- 1962: Die Unbestechlichen (The Untouchables, Fernsehserie, Folge 3x20)
- 1963: Der Wildeste unter Tausend (Hud)
- 1964: Das Verlangen (Psyche 59)
- 1965: Erster Sieg (In Harm’s Way)
- 1968: Rosen für die Lady (The Subject Was Roses)
- 1971: Haus der Schatten (The Night Digger)
- 1971: The Homecoming: A Christmas Story (Fernsehfilm)
- 1973: Baxter und die Rabenmutter (Baxter!)
- 1973: Schönen Muttertag – Dein George (Happy Mother’s Day)
- 1974: Kung Fu (Fernsehserie, 2 Folgen)
- 1974: B muß sterben (Hay que matar a B.)
- 1975: Unsere kleine Farm (Little House on the Prairie, Fernsehserie, 2 Folgen)
- 1975: Abenteuer der Landstraße (Movin' On, Fernsehserie, Folge 2x08)
- 1977: Tail Gunner Joe (Fernsehfilm)
- 1978: A Love Affair: The Eleanor and Lou Gehrig Story (Fernsehfilm)
- 1978: The Bastard (Fernseh-Zweiteiler)
- 1979: Die Passage (The Passage)
- 1979: Im Westen nichts Neues (All Quiet on the Western Front) (Fernsehfilm)
- 1981: Zurück bleibt die Angst (Ghost Story)
- 1984: Augen in der Dunkelheit (Love Leads the Way) (Fernsehfilm)
- 1984: Das Gelübde zerbricht (Shattered Vows) (Fernsehfilm)
- 1989: An Unremarkable Life
- 1990: Mord ist ihr Hobby (Murder, She Wrote, Fernsehserie, Folge 7x10 Kostbare Hände)
- 1992: Nimm die Hände von unserer Tochter (A Mother’s Right: The Elizabeth Morgan Story) (Fernsehfilm)
- 1993: Heidi (Miniserie, 2 Folgen)
- 1999: Cookie’s Fortune – Aufruhr in Holly Springs (Cookie’s Fortune)
- 2009: Flying By

## Broadway-Auftritte
- 1946–1947: Another Part of the Forest
- 1952–1953: The Children’s Hour
- 1955–1955: A Roomful of Roses
- 1959–1961: The Miracle Worker[16]

## Auszeichnungen (Auswahl)
- 1947: Tony Award als Beste Nebendarstellerin für Another Part of the Forest
- 1947: Theatre World Award für Another Part of the Forest
- 1964: Oscar als Beste Hauptdarstellerin für Hud
- 1964: British Academy Film Award als Beste ausländische Darstellerin für Hud
- 1964: Laurel Award als Beste Hauptdarstellerin in einem Drama für Hud
- 1964: National Board of Review Award als Beste Hauptdarstellerin für Hud
- 1964: New York Film Critics Circle Award als Beste Hauptdarstellerin für Hud
- 1964: Golden-Globe-Nominierung als Beste Nebendarstellerin für Hud
- 1966: British Academy Film Award als Beste ausländische Darstellerin für In Harm’s Way
- 1969: Oscar-Nominierung als Beste Hauptdarstellerin für The Subject Was Roses
- 1969: Laurel-Nominierung als Beste Hauptdarstellerin in einem Drama für The Subject Was Roses
- 1972: Golden Globe Award als Beste Serien-Hauptdarstellerin – Drama für The Homecoming: A Christmas Story
- 1972: Emmy-Award-Nominierung als Outstanding Single Performance by an Actress in a Leading Role für The Homecoming: A Christmas Story
- 1977: Emmy-Award-Nominierung als Outstanding Performance by a Supporting Actress in a Comedy or Drama Special für Tall Gunner Joe
- 1979: Emmy-Award-Nominierung als Outstanding Supporting Actress in a Limited Series or a Special für All Quiet on the Western Front
- 2003: Aufnahme in die American Theater Hall of Fame
- 2005: Stern auf dem Hollywood Walk of Fame in der Kategorie Film